# جوليان بلاسيوش
جوليان بلاسيوش (بالإسبانية: Julián Palacios)‏ كان أول رئيسا لنادي ريال مدريد "Club Español de Madrid". الذي انقسم عام 1902, ليتأسس فريق مدريد لكرة القدم "Madrid Football Club" المعروف حاليا بريال مدريد وذلك في 6 مارس 1902.